# Movie Review Query Engine
Movie Review Query Engine (MRQE) est un site en ligne collectant les diverses critiques de films et des biographies de professionnels du monde cinématographique ayant son siège à New York.

## Historique
Le site Movie Review Query Engine a été créé en 1993 par Stewart M. Clamen développeur et concepteur de systèmes ayant travaillé comme consultant pour le site de critiques de films RottenTomatoes.
Ce site est répertorié comme site de référence par plusieurs universités comme l'université du Rhode Island ou l'université Yale et d'autres bibliothèques d'enseignement universitaire, , ,   aux côtés d'autres sites comme Rotten Tomatoes, Metacritic ou Kamera.co.UK.

## Missions et contenus
La première mission est celle de collecter l'ensemble des recensions de la presse américaine et britannique (quotidiens comme le New York Times, le Washington Post, le Guardian, des magazines Variety, Vanity Fair, des revues spécialisées Screen Daily, Rolling Stone, etc.) autour film sorti en salle ou diffusé par DVD. En plus figurent des biographies d'acteurs du cinéma et de metteur en scène. Les entrées sont multiples : par titre de film, filmographie d'un acteur, filmographie d'un metteur en scène.
Les rubriques disponibles avoisinent les 130 000 titres de film et donnent l'accès à près de 1 200 000 articles de la presse écrite ou de sites web de critiques faisant autorité comme celui de Roger Ebert ou celui de Marshall Fine (en).